# 川口屋長蔵
川口屋 長蔵（かわぐちや ちょうぞう、生没年不詳）とは江戸時代の江戸の地本問屋である。

## 来歴
川長と号す。川村氏。日本橋において天保期に地本問屋を営業している。渓斎英泉、歌川貞景、歌川広重、歌川国芳の錦絵を出版している。

## 作品
- 渓斎英泉 「当世姿の写絵」
- 歌川貞景 「美人図・土」
- 歌川国芳 「三世坂東三津五郎死絵」 大判 天保2年（1831年）
- 歌川国芳 「沢村訥升・玉屋新兵衛」 大判
- 歌川国芳 「初代中村福助」 大判
- 歌川国芳 「中村芝十郎・鵜飼九十郎」 大判
- 歌川広重 「相州江の島岩屋の図」 大判3枚続 天保4年（1833年）